# Psychologie individuelle
 (décembre 2009).
Si vous disposez d'ouvrages ou d'articles de référence ou si vous connaissez des sites web de qualité traitant du thème abordé ici, merci de compléter l'article en donnant les références utiles à sa vérifiabilité et en les liant à la section « Notes et références ».
La psychologie individuelle est un ensemble de théories psychologiques et pratiques thérapeutiques élaborées par le médecin autrichien Alfred Adler. Elle s'est développée à la suite de la séparation entre Adler et Sigmund Freud pour divergences de vue, notamment sur la vision freudienne du système pulsionnel.
Adler voit dans le sentiment social un phénomène ayant des racines biologiques qui se développe à la naissance dans la relation mère-enfant pour s'étendre ensuite aux autres membres de la famille et à la société. Il ne s'agit donc pas d'une socialisation de la libido. Certains éthologues reprendront cette théorie.

## Genèse
La « psychologie individuelle » de Alfred Adler déplace le principe explicatif des comportements de la « libido » des pulsions sexuelles à la « compensation » du sentiment d'infériorité. « Être homme, c'est se sentir inférieur » écrit Adler. La principale problématique pour l'homme est de "compenser" son sentiment d'infériorité. Dans ses premiers travaux, il utilisait, en exemples, le complexe de Napoléon pour illustrer sa théorie. Des sociologues ont proposé l’existence de ce complexe d’infériorité au niveau plus large des réalisations culturelles, économiques et politiques. Adler s’intéressa tôt à la psychologie des désordres physiques et rencontra Sigmund Freud en 1899 avec qui il forma la « Société psychanalytique de Vienne » dont il fut président... Il était influencé par les idées de Hans Vaihinger sur les conduites orientées vers un but et développa une « théorie organique de l’infériorité et de la surcompensation ». La divergence avec Freud sur la primauté de la libido et de la notion de refoulement survint en 1911 au « Congrès de psychanalyse » à Weimar et se forma la « Société de psychologie individuelle » en 1912. Adler pense que la théorie du refoulement doit être remplacée par le concept des « tendances défensives du moi » d’un état névrotique dérivé des sentiments d’infériorité et de la surcompensation de la « protestation virile » dans une Vienne catholique romaine phallocrate et antisémite.
La psychologie individuelle est née de cette fracture de la « Société psychanalytique de Vienne » et l'émergence de la « Société de psychologie individuelle ». Depuis lors, aux côtés de la psychanalyse freudienne, coexistera la « psychologie individuelle » de Alfred Adler, que son créateur propagera jusqu'à sa mort, en 1937, par une activité intense, partageant son temps entre ses consultations, des cours et des conférences en Europe et aux États-Unis, des articles et d'importants ouvrages (« Guérir et éduquer », « Manuel de psychologie individuelle », « La connaissance de l'homme », « Le tempérament nerveux »). Alors que Freud était comme hypnotisé au début par sa découverte du rôle joué par la sexualité dans l'étiologie des névroses, Adler insista d'emblée sur les « instincts » dominateurs du « moi » et sur les innombrables rivalités qui en découlent.

## Théorie
Contrairement à Freud, Adler était persuadé que la personnalité humaine implique une certaine finalité ou « téléologie », que son comportement, au sens le plus large du terme, théorique et pratique, est toujours fonction d'un but orienté dès l'enfance. Il appelle « plan de vie » cette orientation fondamentale, bien antérieure au fameux « projet fondamental » de Jean-Paul Sartre. Pour Adler, toutes les « valeurs » sont nées des besoins de la vie sociale et la grande affaire est, à ses yeux, le développement d'un sentiment communautaire, capable d'harmoniser les exigences individuelles et celles de la société. Nietzschéen, il admet que la vie soit une lutte. L'individu doit s'imposer de quelque manière, chercher à dominer d'une certaine façon. L'échec de cette tendance dominatrice congénitale engendre ce qui apparaît comme le leitmotiv de la psychologie individuelle le « sentiment d'infériorité », auquel le nom d'Adler restera lié comme à celui de Jung l'inconscient collectif. Chez l'enfant, qui doit se dépasser sans cesse à un rythme accéléré, cette tendance dominatrice est particulièrement forte. Mais, comme la contrainte de son entourage l'oblige à réprimer ses désirs, un violent conflit des premières années est inévitable. Adler considère donc que le sentiment d'infériorité est « naturel » chez l'enfant dont la faiblesse est réelle par rapport aux adultes, mais qu'il doit disparaître avec le développement de la personnalité et il disparaîtra si le besoin d'auto-affirmation dans ce développement est satisfait d'une manière positive, c'est-à-dire socialement ou culturellement valable. À défaut, le sentiment d'infériorité se cristallise et devient un « complexe ». Pour Adler, toute infériorité a pour corollaire automatique la recherche d'une compensation, au niveau déjà de la vie physiologique. La « compensation » apparaît ainsi chez lui une notion clé, au même titre que celle du « refoulement » chez Freud.

### Genèse du sentiment d'infériorité
Lorsqu'un individu naît avec une infériorité organique constitutionnelle physique ou une infériorité conventionnelle sociale par attribution des significations et des valeurs, toute une série de processus inconscients se déclenchent, à la fois physiologiques et psychiques, pour rétablir un certain équilibre à engendrer un développement qui compense d'une manière quelconque cette infériorité. La  « libido » freudienne, dans cette perspective, apparaît comme subordonnée à un « instinct » de domination. Le personnage de Don Juan, par exemple, s'expliquerait mieux par le rôle qu'y jouent la vanité et la volonté de puissance, plutôt que par l'érotisme comme tel. Adler pense d'ailleurs qu'il y a des « Don Juan » féminins, dont le comportement trahit l'intention de dominer et d'humilier l'homme. Il a décrit sous le nom de « protestation virile » l'attitude de certaines femmes - « garçons manqués », « femmes phalliques », « viragos », « pétroleuses », ou « amazones », etc. - qui peut conduire aisément à la frigidité ou à l'homosexualité. Il croit que le besoin de dominer, trouvant aussi l'occasion de s'exercer sous le couvert de la compassion et du dévouement, pousse des femmes à aimer un être faible ou infirme. Il pense aussi que l'infériorité ressentie à cette époque de la vie puisse jouer un grand rôle dans les névroses si fréquentes à l'âge critique. 
Étant donné le rôle quasiment exclusif attribué par Adler à la visée compensatoire, il n'est pas étonnant que son interprétation des rêves diffère en tous points de celle de Freud. Il ne lui importe nullement de chercher en eux les traces d'un traumatisme initial, étant persuadé que tous les souvenirs oniriques sont évoqués par rapport à une projection vers un avenir proche ou lointain. Le rêve a pour sens, affirme-t-il, de préparer par des tâtonnements une voie à la supériorité désirée par le dormeur et de créer en lui un certain état affectif, une sorte d'entraînement inconscient propre à lui faciliter la confrontation avec certaines difficultés rencontrées par son besoin particulier d'affirmation. La fixation d'un sentiment d'infériorité peut avoir des conséquences très diverses. Outre le cas d'une infériorité réelle, organique ou fonctionnelle, très souvent héréditaire, accidentelle ou congénitale ou encore simplement conventionnelle (l’anomalie de l'enfant roux, par exemple, ou porteur de lunettes ou encore n’importe quelle différence avec les « autres »). Elle peut avoir pour origine une éducation maladroite (parents tyranniques ou trop vaniteux, qui comparent sans cesse leurs enfants avec d'autres plus doués) ou une situation sociale frustrante (enfants de prolétaires notamment, dont le développement se heurte à des obstacles matériels, sociaux et psychologiques). Il y a une situation particulièrement grave lorsqu'il s'agit d'orphelins abandonnés ou élevés par l'Assistance publique. Des circonstances particulières peuvent également jouer un rôle déterminant: l'introduction dans le cercle familial d'un nouveau venu, le plus souvent un petit frère ou une petite sœur, qui capte un intérêt dont l'enfant bénéficiait seul jusqu'alors. Inversement, un cadet pourra se sentir écrasé par ses frères ou sœurs plus âgés. 
Un tel inventaire pourrait être considérablement allongé. Il suffit de comprendre, en l'occurrence, que ces diverses causes comptent moins pour Adler que leurs conséquences qui entraînent la formation d'un certain « plan de vie ». Conséquences elles-mêmes nombreuses et variables, encore qu'elles puissent être ramenées à un dénominateur commun dont Adler a observé justement le caractère d’ambiguïté paradoxale. Car elles peuvent se manifester alternativement, parfois chez un même individu ou un même groupe humain, par une timidité paralysante et une résignation excessive, ou par de la forfanterie et du bluff. C’est la surcompensation qui conduit à l’oscillation entre « auto-misérabilisme » et « auto-glorification », comme le zigzag d’un dérapage en automobile sur une route glissante à droite corrigé ou compensé par un grand coup de volant à gauche et ainsi de suite.

### Types de compensation
Si tout être humain, selon Adler, pense et agit en fonction d'une finalité qui lui est propre, le névrosé est, à ses yeux, celui qui mobilise exagérément ses forces psychiques pour réagir à un sentiment d'infériorité et cela dans un sens orienté, le plus souvent, vers un but fictif de puissance et de supériorité. Si son irrationalisme lui fait admettre que toute volonté constitue un effort de compensation au service des « instincts » de domination du « moi », il considère que le besoin de compenser un sentiment d'infériorité est, chez les nerveux, à la racine même de la volonté et de la pensée. Adler voit dans l'extrême susceptibilité le signe révélateur d'un sentiment d'infériorité, en ce qu'elle surgit chaque fois que la personne a le vague sentiment qu'on a mis le doigt sur le défaut de sa cuirasse. Dans le meilleur des cas, la compensation est positive, voire triomphante. C'est celui de l'individu qui, ayant affronté résolument son sentiment d'infériorité, l'a surmonté au point que le résultat est finalement supérieur à celui qu'il aurait obtenu si, mieux pourvu au départ, il s'était trop reposé sur un oreiller de paresse. 
À cette sorte de surcompensation, considérée comme pleinement valable, Adler oppose d'autres plus fréquentes, mais malheureuses, négatives. Compensations dissimulatrices dans le cas de l'individu qui cherche toujours un alibi à ses dérobades devant des décisions susceptibles de blesser son amour-propre, qui prétexte son indolence naturelle, sa lassitude, ou se retranche derrière un « à quoi bon ? » d'esprit fort ou de celui qui se complaît dans un héroïsme verbal, bluffe les autres et lui-même, tombe dans la mythomanie ou qui recourt à la médisance pour diminuer les mérites des autres, pour les nier dans leur supériorité. On n'en finirait pas d'énoncer les diverses formes de compensation dissimulatrice visant à duper autrui et surtout soi-même, par une attitude ou par quelque prouesse compensatoire (excès de vitesse, bravades, paris stupides, beuveries d'étudiants, etc.). Il a été rappelé que le besoin de compenser, selon Adler, puisse fournir en dernier ressort la clé des rêves. Il leur attribue comme fonction de satisfaire fictivement un « instinct de puissance », ainsi qu'en témoigne la « mégalomanie », ce rêve éveillé, et observe que le délire somnambulique lui-même trahit ce besoin de domination (le fait de monter sur un toit). Les fugues d'enfants, dues selon Freud à la jalousie à l'égard du père, à l'hostilité éprouvée envers lui, manifestent - dans la perspective adlérienne - le besoin de sauver un « moi » menacé d'étouffement. Plus fréquemment, la fuite dans la volupté, avec le sentiment de puissance, d'échappement à soi qu'elle dispense, constitue un fantôme de compensation. 
D'autres formes compensatoires (exploitatrices) comportent elles aussi des modalités diverses dont on ne saurait donner une liste exhaustive. C'est l'enfant qui continue à mouiller son lit, comme s'il préférait être plutôt puni que de vivre dans ce qu'il éprouve comme de l'indifférence. C'est le névrosé qui s'installe dans la maladie, comme s'il trouvait dans la tyrannie exercée sur son entourage une satisfaction dépassant la misère de son état. À la lumière de la médecine dite psychosomatique, aujourd'hui en plein essor, maintes idées adlériennes sont d'un grand intérêt, encore qu'elles paraissent trop radicales dans ce domaine, en admettant que tous les troubles sont l'expression symbolique d'une certaine visée « téléologique ». De toute façon, Adler a le mérite d'avoir élaboré, bien avant Freud, une théorie de la personnalité totale, d'avoir mis en valeur, en montrant l'existence d'une finalité névrotique, les forces du « moi » et leur besoin d'expansion. Les freudiens lui ont reproché une méconnaissance du rôle de l'inconscient, une distinction très insuffisante entre ses processus et ceux de la conscience. Une telle distinction apparaît, en effet, comme tout à fait secondaire chez Adler qui estime suffisante la constatation que le sentiment d'infériorité, lorsqu'il s'installe, puisse susciter un malaise intérieur poussant l'individu à s'engager dans un certain type de compensation. Adler a même demandé de remplacer le « refoulement », fondement de l’inconscient freudien par des « tendances défensives du moi ».

### Alfred Adleret lesentiment d'infériorité
La vie même d'Adler constitue une illustration de sa théorie. Enfant chétif constitutionnel et juif conventionnel, il eut à exercer de bonne heure son énergie dans un sens qui devait lui permettre de surmonter cette faiblesse constitutionnelle et cette infériorité conventionnelle. À l'école, il eut à surmonter de grandes « difficultés ». Ces conditions particulières inciteront Jung à expliquer par des différences caractérologiques les divergences de vue entre Adler et Freud : Freud, « extraverti » selon Jung, devait élaborer une théorie de la libido et attribuer une grande importance au « transfert ». Adler, « introverti », devait mettre tout l'accent sur l'individu préoccupé de lui-même et de son propre dépassement. Parmi différentes formes de compensation, voyons ces trois catégories ouvertes:
1 - Compensation directe en réaction newtonienne de même nature que celle de l'infériorité ressentie, mais d'orientation opposée et d'intensité au moins égale, comme de grandes performances athlétiques pour des insuffisances physiques, la richesse financière pour une pauvreté monétaire, une « hystérocratie » pour une « phallocratie ».
2 - Compensation dans un autre champ, comme un surdéveloppement intellectuel pour un sous-développement physique.
3 - Compensation à un autre niveau, comme la rhétorique qui remplace l'action. L'infériorité sociale conventionnelle peut être aussi compensée par de grandes réussites intellectuelles. À titre d'exemple, la population de l'État de Californie compte 7 % d'individus d'origine extrême-orientale qui représentent pourtant des titulaires d'un doctorat de cet état.
La surcompensation consiste à introduire de plus en plus de la même chose, mais de sens contraire, comme un dérapage à gauche sur une route glissante qui se corrige d'un coup de volant à droite amorçant un zigzag de plus en plus ample jusqu'à la sortie de route. De l'individu aux sociétés, ce phénomène s'observe dans l'oscillation entre « automisérabilisme » et « autoglorification », de la sous-estimation de soi à la sur-estimation de soi, comme « Austerlitz » qui conduit à « Waterloo ».

### Constellation familiale
Adler fut sans doute un pionnier de l'analyse systémique, ce qui passe souvent inaperçu même par les tenants de son courant de pensée. Il revient à l'école Française de psychologie Individuelle d'avoir mis en évidence cet aspect de son œuvre. C'est à partir de ses cas cliniques, toujours brièvement décrits, que l'école française a élaboré des hypothèses pour mettre en évidence la logique des conflits intrafamiliaux qui aboutissent après plusieurs générations aux névroses, psychoses et perversions qui sont les causes des problèmes de délinquance et de maltraitance. Dans ces cas cliniques, qu'il décrit dans "Le tempérament nerveux (dans le sens de névrotique)", "Le sens de la vie", Adler précise le contexte familial dans lequel un sujet manifeste un trouble névrotique. Fréquemment apparait une relation mère-fils privilégiée, en apparence, qui bloque l'autonomie et la socialisation de l'enfant alors que la fille apparait comme une rivale, poussée à rechercher des alliances compensatrices avec le père ou d'autres membres de la famille. Appliqués à l'hôpital psychiatrique, cette approche a permis d'élaborer des modèles qui réunissent les différentes pathologies mentales comme les manifestations d'une désorganisation du système de parenté qui déstructurent le sujet.

### Pratique
Abordant la complexité du sentiment d’infériorité dans un contexte social de règles d’attribution de valeurs et significations qui sont de l’ordre de la culture, la psychologie individuelle s’ouvre sur un large éventail de travaux pratiques aussi bien sur le plan collectif que dans l’espace individuel, de l’anthropologie à la politologie en passant par l’éducation et la psychothérapie.

### Psychothérapie et éducation
Dans l'espace individuel, la psychothérapie de différentes techniques et des thérapies systémiques familiales pourraient utiliser avec profit le sentiment d'infériorité allié au désir mimétique du modèle-obstacle où, par des subterfuges, le modèle ne serait plus un obstacle, mais encore un rival bienveillant pour l'émulation dans une compétition coopérative.
L'éducation pourrait utiliser, avec le même profit l'alliance du sentiment d'infériorité avec le désir mimétique dans le cadre d'une approche écosystémique de la Théorie des contextes en installant un contexte de règles d'interaction et un environ physique adéquats, de telle manière que le comportement attendu de l'apprenant apparaisse tout seul et sans difficulté, comme une réponse appropriée à ce contexte et à cet environnement, suivant l'expression où « rien ne réussit plus que la réussite, en aménageant de petites réussites qui grossissent et s'amplifient comme une boule de neige roulant sur une pente enneigée ». Il s'agit d'aménager une rétroaction positive auto amplificatrice en « runaway » limité et maîtrisé.
Pour le traitement paradoxal, à la manière de Jay Haley, ce serait jouer avec son sentiment d'infériorité en le portant comme un flambeau ou étendard, par autodérision, comme ce slogan italien « Courage, fuyons », comme cette phrase célèbre de Coluche, ce petit « rital » de la banlieue : « Je ne suis pas un nouveau riche, mais un ancien pauvre ». Il y avait aussi Benjamin Franklin qui s'est présenté à la Cour du Roi de France, sans perruque.
Au sentiment d'infériorité par impuissance apprise, la contre-mesure serait une puissance apprise par le phénomène humain des prédictions qui se réalisent d'elles-mêmes, en allant de petits succès en grands succès où rien ne réussit plus qu'une réussite aussi bien dans l'espace individuel que sur le plan collectif. Ce phénomène des prédictions qui se réalisent d’elles-mêmes est illustré par un exemple biomédical de l’effet placebo où des éléments inactifs arrivent à guérir sur la base d’une croyance profonde à cette guérison. Alors, les petits succès augmentent la confiance en soi et l’estime de soi qui devient plus entreprenant, lorsque chaque succès encourage à entreprendre pour obtenir d’autres succès, au risque de sortir des compétences fraîchement acquises.
Sur le plan collectif, cette contre-mesure s’opère à travers une coopération compétitive entre différents groupes pour la réussite de l’équipe tout entière étendue, de propre en proche, à une nation, comme il s’est vu dans l’histoire. En politologie, les exemples de décolonisation sont nombreux pour s’affranchir de l’impuissance apprise imposée par la règle coloniale de dévaloriser le colonisé pour sa soumission psychique qui mène à sa soumission physique.